# کوپی-کوبوو
کوپی-کوبوو (انگلیسی: Kopey-Kubovo) یک شهرک در شهرستان بوزدیاکسکی باشقیرستان کشور روسیه است.